# Cant (torrente)
Il Cant (a volte chiamato Kant) è un torrente del Piemonte, affluente in sinistra idrografica della Stura di Demonte. Il suo corso si sviluppa interamente nel territorio del comune di Demonte (CN); il perimetro del suo bacino è di 14 km.

## Percorso

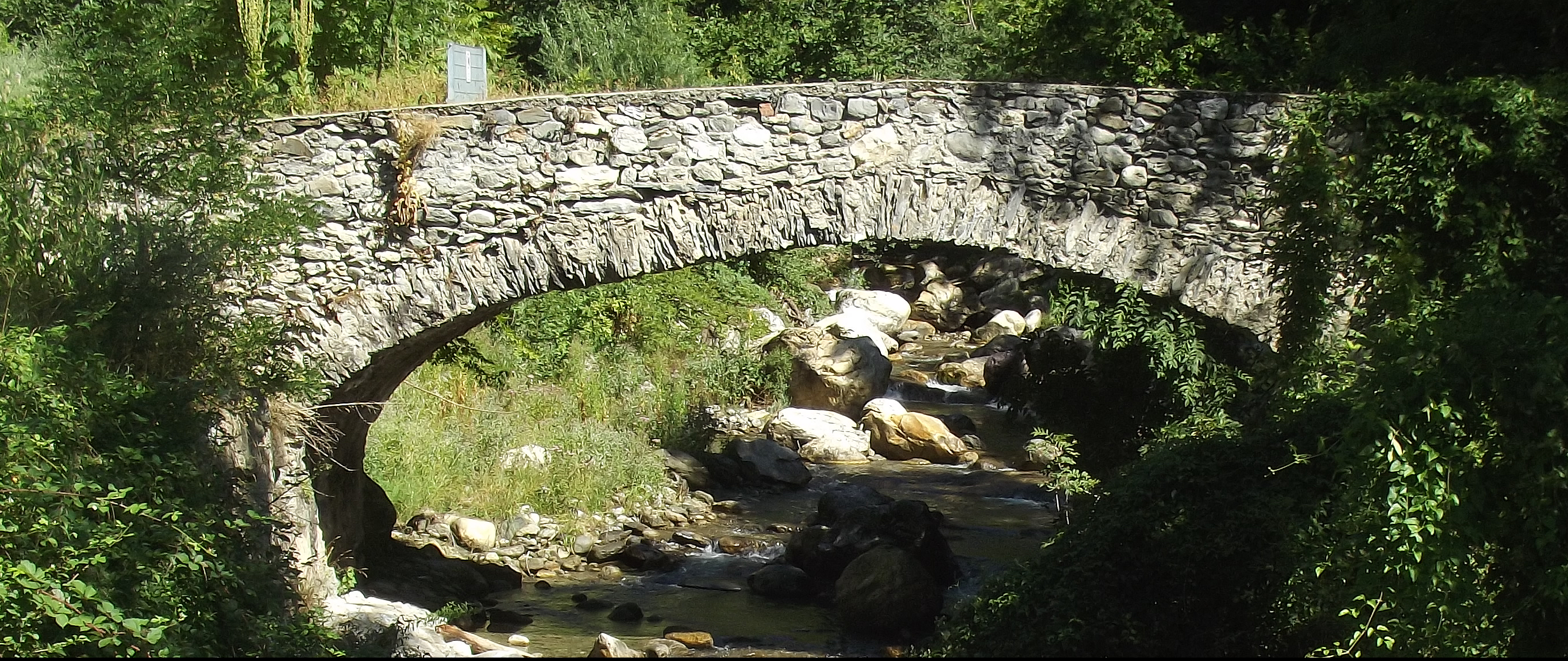
Antico ponte sul Cant

Nasce col nome di rio Cavera nei pressi del Colle Valcavera attorno ai 2350 metri di quota. Scendendo poi in direzione sud-est raccoglie vari affluenti e bagna il Vallone dell'Arma, la principale vallata laterale della Val Stura. A valle della frazione San Giacomo prende il nome di torrente Cant. Presso Fedio viene sbarrato da una diga e forma un piccolo invaso collocato attorno ai 900 metri di altezza. Va infine a confluire nella Stura a sud est di Demonte, a poco più di 700 metri di quota.

## Principali affluenti
- In sinistra idrografica:
  - rio Gorfi;
  - Gorgia Croce;
  - rio Garot;
  - rio di San Giacomo;
- in destra idrografica:
  - rio Serour;
  - rio Sarsett.

## Utilizzi

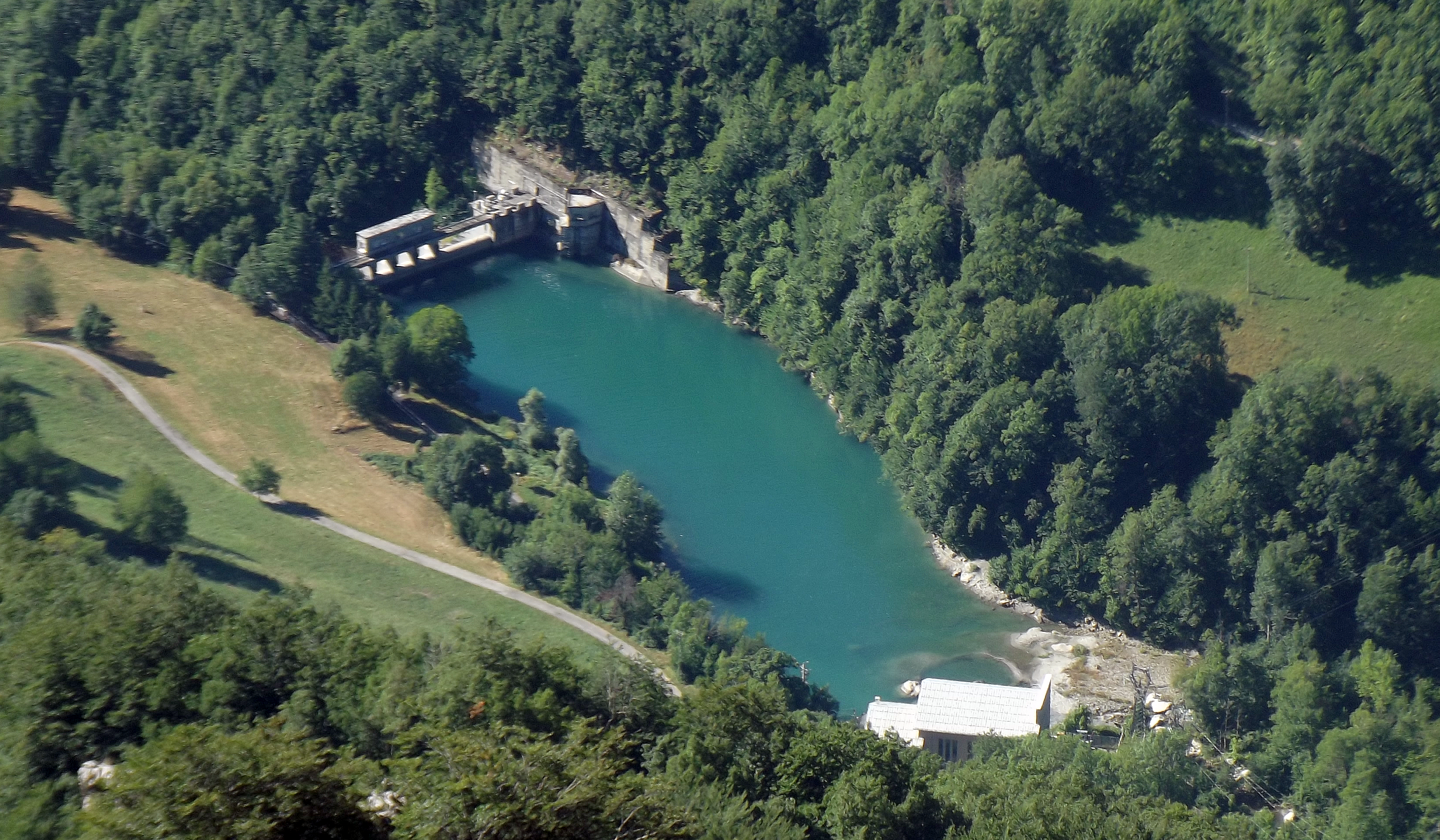
L'invaso di Fedio

Il bacino del Cant viene sfruttato a scopo idroelettrico dalla Centrale di Fedio, che dopo aver ricavato energia dalle acque prelevate nei pressi della frazione San Giacomo e convogliate in una condotta forzata le riversa in un piccolo invaso perché possano essere riutilizzate dalla centrale di Demonte.
Parte dell'asta fluviale è censita dalla Provincia di Cuneo come zona di protezione e ripopolamenti ittico.

## Cartografia
- Carta dei sentieri e dei rifugi - VALLI MAIRA, GRANA e STURA, carta 1:50.000 n.7, Istituto Geografico Centrale (Torino)